# Kibla (islam)
Kibla (arabsko قبلة) je arabska beseda za smer proti kateri bi moral biti obrnjen musliman med molitvijo. Večina mošej ima mihrab v zidu, ki kaže smer kible. Kibla igra vlogo, ne samo v salatu (obredni molitvi) ampak tudi v vsakodnevnih verskih običajih. Glava živali, ki jo koljejo mora biti obrnjena proti kibli, da bi se izpolnil eden od predpogojev da bo meso te živali halal, oziroma dovoljeno po islamskih normah. Po smrti muslimane zakopljejo tako, da je desna stran telesa obrnjena proti kibli.

## Zgodovina kible
V začetnem obdobju islama je bila smer kible v smeri Bejt ul-Makdisa v Jeruzalemu. To je trajalo samo 17 mesecev, potem ko je kibla spremenjena v Mesdžid ul-Haram (Kaba v Meki). Glede na Mohamedove sodobnike, se je sprememba zgodila nenadoma v času popoldanskega satala (večina zgodovinarjev se strinja, da je to bilo med Ikindija-satala). Mohamed je vodil molitev, ko je dobil sporočilo od Alaha, da je treba vzeti Kabo kot kiblo. Po zgodovinskih zapisih, se je takoj ko je dobil sporočilo, Mohamed obrnil proti Kabi, drugi so mu sledili in nadaljevali molitev.
Muslimani se ne obračajo proti Kabi zato, da bi se klanjali sami Kabi ali vsebini Kabe; Kaba je preprosta fokusna točka za sklanjajoćega, mesto proti katerem se je treba obrniti v molitvi.
V preteklosti so muslimani, ki so pogosto potovali, uporabljali astrolab, da bi našli smer kible.

## Določitev smeri kible
V zadnjih 1000 letih je nekaj muslimanskih matematikov in astronomov, kot je Al-Biruni, razpravljalo o pravilnem načinu določanja smeri kible na katerem koli mestu na Zemlji. Vsi se sstrinjajo, da obstajata dva trenutka v letu, ko je sonce direktno nad Kabo, kar pomeni, da bo senca  katerega koli predmeta, kjer koli na zemlji kazala smer nasproten od Kabe. To se dogaja vsakega 28. maja ob 9:18 in 16. julija ob 9:27 po GMT-u.
Seveda je ob kateri koli uri samo pol zemeljske krogle osončena. Na srečo, obstajata dva trenutka v vsakem letu, ko je Sonce točno na nasprotni strani Kabe. V tem času se bo smer sence na katerem koli osončenem mestu prikazala v smeri kible. To se dogaja vsakega 28. novembra ob 21:09 in 16. januarja ob 21:29 po GMT-u.
Potrebno je pripomniti, da je glede na obliko zemlje, smer kible v tisti smeri v kateri je najkrajša pot od dane točke do Meke.

## Religiozni pomen
Etimološko arabska beseda qibla (قبلة) pomeni "smer". V islamskem obredu in pravu se nanaša na posebno smer, v katero se obračajo muslimani med molitvami in drugimi verskimi konteksti. Islamski verski učenjaki se strinjajo, da je soočenje s qiblo nujen pogoj za veljavnost salaha – islamske obredne molitve – v normalnih razmerah; izjeme so molitve v stanju strahu ali vojne, pa tudi neobvezne molitve med potovanjem; Hadis (Mohamedova tradicija) tudi predpisuje, da se muslimani soočijo s kiblo ob vstopu v ihram (sveto stanje za hadž), po obredu metanja kamenja med romanjem. Islamski bonton (adab) poziva muslimane, naj obrnejo glavo živali, ko jo zakoljejo, in obraze mrtvih, ko so pokopani, proti kibli. Kibla je najprimernejša smer pri molitvi in se ji je treba izogibati pri iztrebljanju, uriniranju in pljuvanju.
V mošeji je kibla običajno označena z mihrabom, nišo v njeni steni, obrnjeni proti kibli. Pri skupni molitvi imam stoji v njej ali blizu nje, pred ostalimi člani kongregacije. Mihrab je postal del mošeje v obdobju Omajadov, njegova oblika je bila standardizirana v obdobju Abasidov; pred tem je bila kibla mošeje znana po orientaciji ene od njenih sten, imenovane stena kibla. Sam izraz mihrab je v Koranu izpričan le enkrat, vendar se nanaša na mesto molitve Izraelcev in ne na del mošeje. Mošeja Amr ibn al-'As v Fustatu v Egiptu, ena najstarejših mošej, je bila prvotno zgrajena brez mihraba, ki je bil dozidan kasneje.

## Kibla v vesolju
V aprilu 2006 je Angkasa, malezijska vesoljska agencija sponzorirala znanstvenike, da poskušajo rešiti problem določanja smeri kible iz orbite. Konferenca je zaključila da mora astronavt določiti položaj kible »glede na (svoje) možnosti«. Bilo je že nekaj muslimanskih astronavtov, med njimi je bil prvi Sultan bin Salman bin Abdulaziz Al Saud, in zadnja prva muslimanka Anousheh Ansari in Malezijec šejk Muszaphar Shukor. Veliki ajatola Ali al-Sistani je kot največja avtoriteta med šiiti objavil, da se mora astronav obrniti proti Zemlji.